# Электронная резиденция

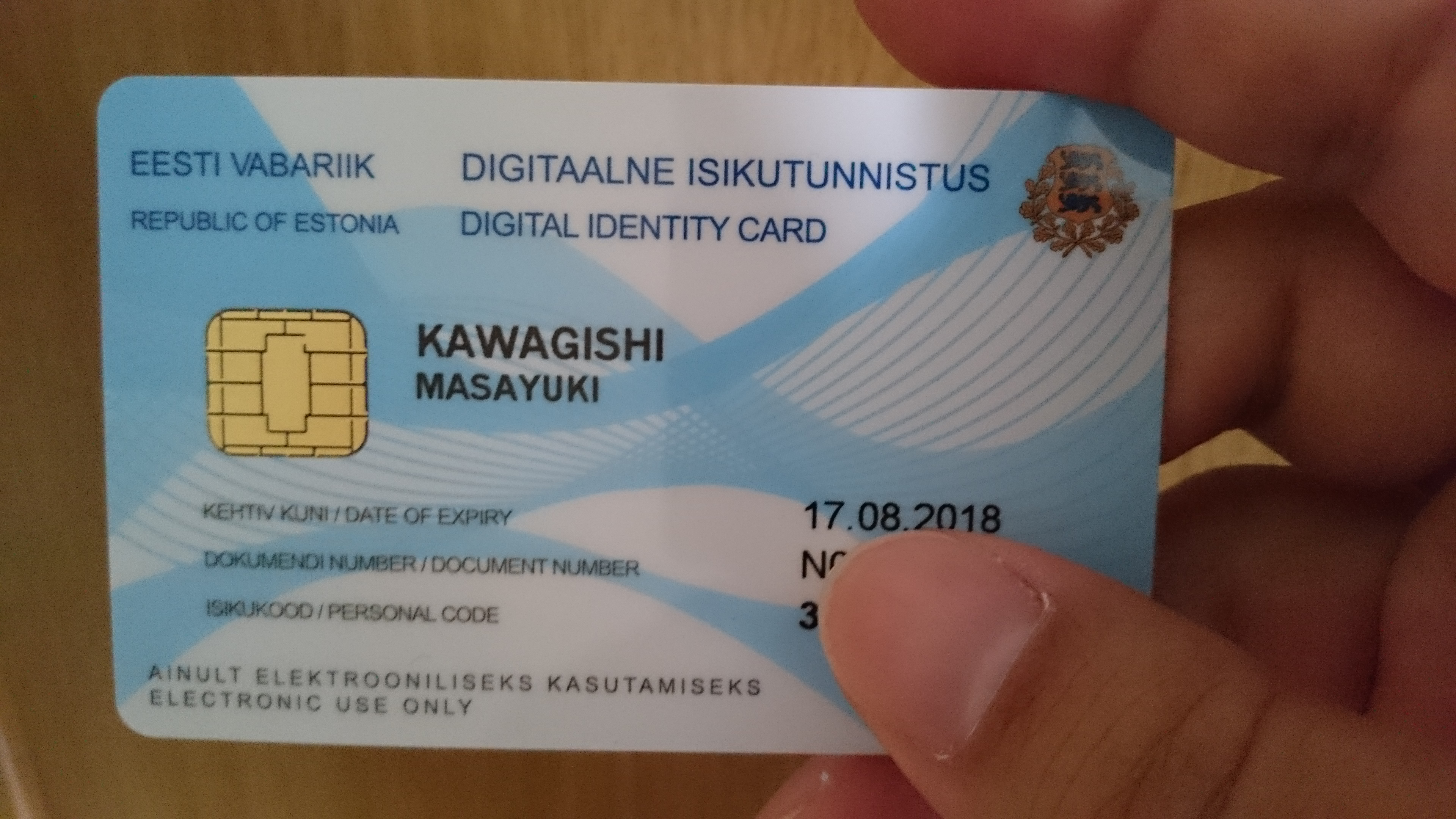
Идентификационная карта электронного резидента Эстонии

Электронная резиденция Эстонии — программа, запущенная Эстонией 1 декабря 2014 года, которая позволяет людям, не являющимся гражданами Эстонии, иметь доступ к таким услугам со стороны Эстонии, как формирование компании, банковские услуги, обработка платежей и оплата налогов. Программа даёт всем её участникам (так называемым e-resident) смарт-карты, которые они могут использовать в дальнейшем для подписания документов. Программа направлена на людей из не зависящих от местоположения сфер предпринимательства, например, разработчиков программного обеспечения и писателей.

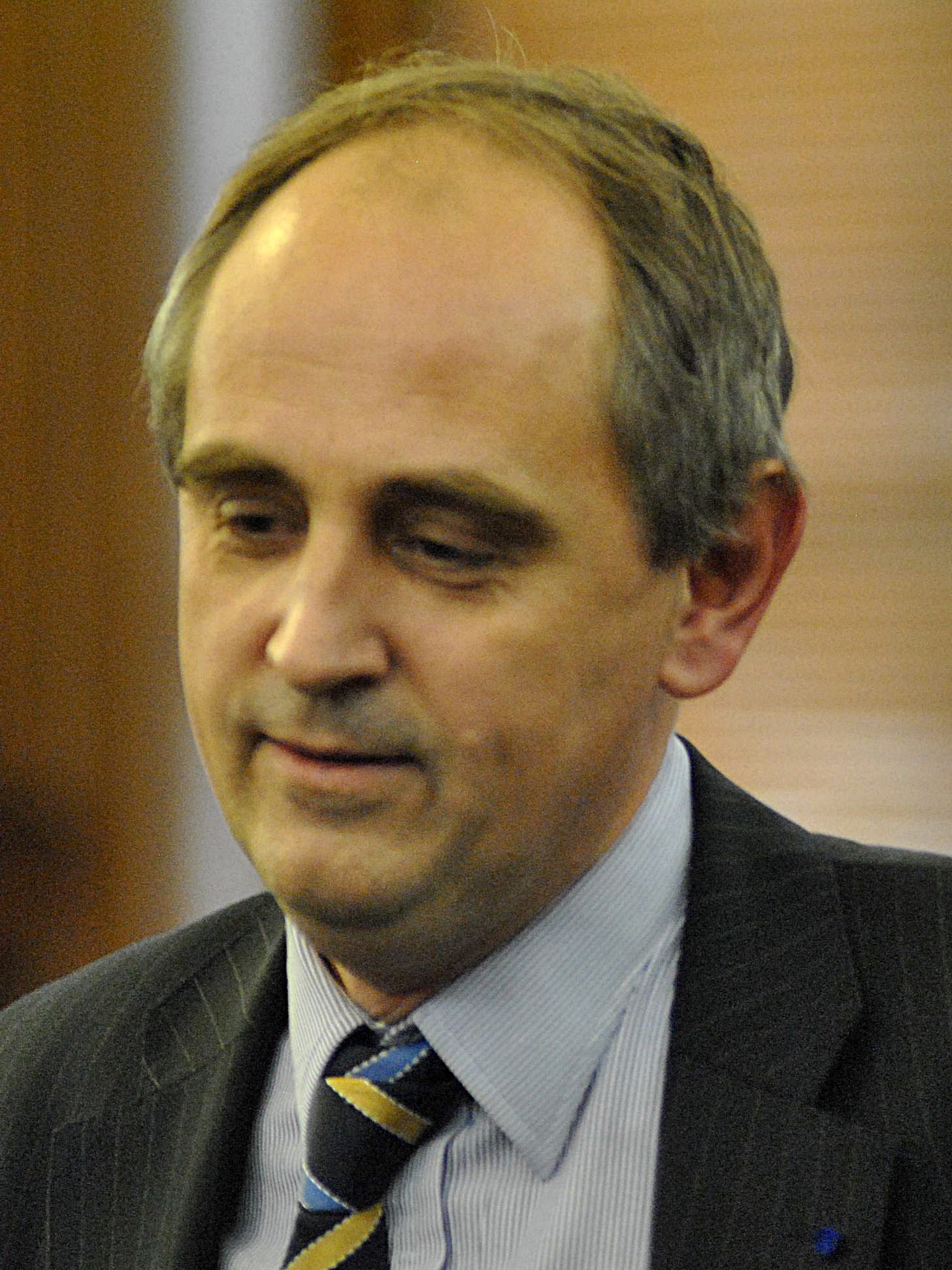
Первый электронный резидент Эстонии, британский журналист Эдвард Лукас

Первым виртуальным резидентом Эстонии стал британский журналист Эдвард Лукас .

## Подача заявки
Подачу заявки на виртуальное резиденство можно осуществить в режиме онлайн, заполняя форму и предоставляя сканированный вариант национального паспорта и фотографию, также необходимо объяснить причину подачи заявки (что не сильно влияет на результат заявки) . Управляющий директор данной программы, Kaspar Korjus сказал, что заявки тех людей, которые участвовали в финансовых махинациях, таких как отмывание денег будут отклонены. Успешные кандидаты будут приглашены на интервью в Таллин или в эстонское посольство примерно через три месяца после подачи заявки, те, кто успешно пройдут и этот этап получают свою карту .
Документ действует в течение трёх лет (в 2019 году выдавались 5-летние смарт-карты).

## Преимущества и ограничения
Для каждого виртуального резидента (э-резидента) будет проводиться мониторинг финансовых операций для пресечения попыток финансовых махинаций.
Виртуальное резидентство не влияет на налогообложение доходов резидентов, не делает обязанностью платить подоходный налог в Эстонии и не освобождает от налогообложения доходов в стране проживания (гражданства / подданства) резидента.
Виртуальное резидентство позволяет использовать следующие возможности: регистрация компании, подписание документов, зашифрованный обмен документами, онлайн-банкинг, подача налоговой декларации, а также управление медицинскими услугами, связанными с медицинскими рецептами. Другие услуги становятся доступными с расширениями . Смарт-карта, выданная в соответствующих органах, предоставляет доступ к услугам.
Управляющий директор программы утверждает, что регистрация бизнеса в Эстонии является «полезным для предпринимателей в интернете в появляющихся рынках, которые не имеют доступа к поставщикам онлайн платежей», а также для стартапов с таких стран, как Украина или Белоруссия, которые подвергаются финансовым ограничениям со стороны их правительств .
Виртуальное резидентство не связано с гражданством и не дает прав физически посещать или переселяться в Эстонию.

## История
Осуществлением проекта руководил бывший канцлер по коммуникациям в государственной системе в составе Министерства Экономики и Коммуникаций. Хотя идея выдачи удостоверений личности не гражданам страны обсуждалась еще с 2007 года, также была предложена в 2012 году эстонским экспертом по кибербезопасности Анто Вельдре, конкретное предложение (10 миллионов электронных резидентов к 2025 году) было презентовано Таави Котка, Рут Аннус и Сиим Сиккутом на конкурсе идей Эстонского фонда развития в 2014 году. Начало проекту дали призовые деньги с данного конкурса, который и был реализован государственным фондом, Enterprise Estonia . Нынешней задачей является увеличение числа активных предприятий в Эстонии .
В 2016 году Ангела Меркель, а в 2018 году и Билл Гейтс получили электронное резидентство Эстонии из рук премьер-министра страны .
На 25 апреля 2018 года электронными резидентами Эстонии стали 33 438 человек из 154 стран мира, ими было создано 5033 компании . За пять лет работы (e-Residency) программа принесла более 35 миллионов евро прямого дохода экономике Эстонии, а также другие косвенные экономические выгоды.
На конец 2023 года статус электронного резидента Эстонии получили более 100 000 человек из 181 страны мира. Менее чем за 10 лет с момента запуска программы э-резидентами было создано более 27 000 эстонских предприятий, и это число продолжает быстро расти.

## См.также
- Электронная резиденция Литвы[англ.]
- Электронное государство
- Электронное правительство
- Гражданство Эстонии